# Н’Диай, Амаду
Амаду Диа Н’Диай (фр. Amadou Dia N'Diaye; родился 2 января 2000) — сенегальский футболист, нападающий марокканского клуба «Юнион де Туарга» и национальной сборной Сенегала.

## Клубная карьера
Начал футбольную карьеру в сенегальском клубе «Женерасьон Фут», за который ранее выступали Диафра Сако, Паписс Сиссе, Садио Мане и Исмаила Сарр. В 2018 году подписал контракт со французским клубом «Мец». 18 ноября 2018 года дебютировал в основном составе «Меца» в матче Кубка Франции против «Саргемина».
В январе 2020 года отправился в аренду в клуб «Сошо». Провёл за команду 5 матчей во французской Лиге 2.
Перед началом сезона 2020/21 отправился в аренду в бельгийский клуб «Серен».

## Карьера в сборной
В феврале 2019 года в составе сборной Сенегала до 20 лет сыграл на молодёжном Кубке африканских наций, который прошёл в Нигере, забив на турнире 3 гола. В мае 2019 года сыграл на молодёжном чемпионате мира в Польше.
15 июля 2017 года дебютировал за первую сборную Сенегала в матче отборочного турнира к чемпионату африканских наций против сборной Сьерра-Леоне.